# Bâtiment du siège de la banque Hang Seng
Le bâtiment du siège de la banque Hang Seng (遮打大廈) est une tour de bureaux de Hong Kong située dans le quartier de Central. Construit en 1991 et localisé au 83 Des Voeux Road (en), il accueille, comme son nom l'indique, le siège de la banque Hang Seng.

## Histoire
L'ancienne caserne centrale de pompiers se trouvait auparavant sur le site. Après la démolition de ce bâtiment, le terrain est vendu le 29 mai 1987 à la banque Hang Seng pour 840 millions HK$. À 37 197 HK$ le pied carré, le site est le plus cher de Hong Kong au moment de sa vente.
Le nouveau siège de la banque est conçu par le cabinet d'architecture Wong & Ouyang (en). Ayant coûté 1,84 milliard HK$, il est inauguré en 1991. La grande banque de détail a des guichets au bas de la tour s'étendant sur plus de 190 mètres, avec des emplacements pour plus de 150 caissiers. La principale caractéristique de ce hall bancaire est une peinture murale gravée en acier inoxydable inspirée de La fête Qingming au bord de la rivière, un célèbre rouleau chinois représentant des citadins vaquant à leurs occupations quotidiennes.
Le bâtiment remplace le 77 Des Voeux Road (en) en tant que siège de la banque Hang Seng, qui à son tour avait remplacé un siège antérieur situé au 163-165 Queen's Road (en).

## Description
Structurellement, le bâtiment est soutenu par deux noyaux de service en béton sur les bords est et ouest du site, qui peuvent être clairement vus dans l'expression externe de la tour. Les poutres de plancher post-contraintes s'étendent sur plus de 30 mètres entre les noyaux, produisant des plaques de plancher complètement sans poteaux. Cette conception signifie également que les faces est et ouest de la tour sont sans fenêtre, tandis que les faces nord et sud ont de grandes fenêtres.
Lorsque le bâtiment est achevé, les occupants profitent d'une vue imprenable sur Victoria Harbour, l'embarcadère du traversier pour véhicules et sa zone de rassemblement étant situés sur l'estran devant lui. Dans le cadre du projet de nouvel aéroport, des terres sont gagnées sur la mer par création de terre-pleins directement devant le bâtiment, et la vue est largement obstruée par l'International Finance Centre (IFC).
Une double passerelle traverse le bâtiment, le reliant à l'IFC (au nord) et au marché de Central (en) au sud. Cela place la tour à une position importante dans le système de la passerelle surélevée de Central.

## Accès
Le tramway de Hong Kong passe directement devant le bâtiment sur Des Voeux Road, ainsi que de nombreuses lignes de bus. La station de métro Hong Kong est située de l'autre côté de Connaught Road (en) sous l'IFC, tandis que la station de Central est à 230 mètres à pied. Les embarcadères de Central sont à environ 400 mètres via le réseau de passerelles.

## Galerie

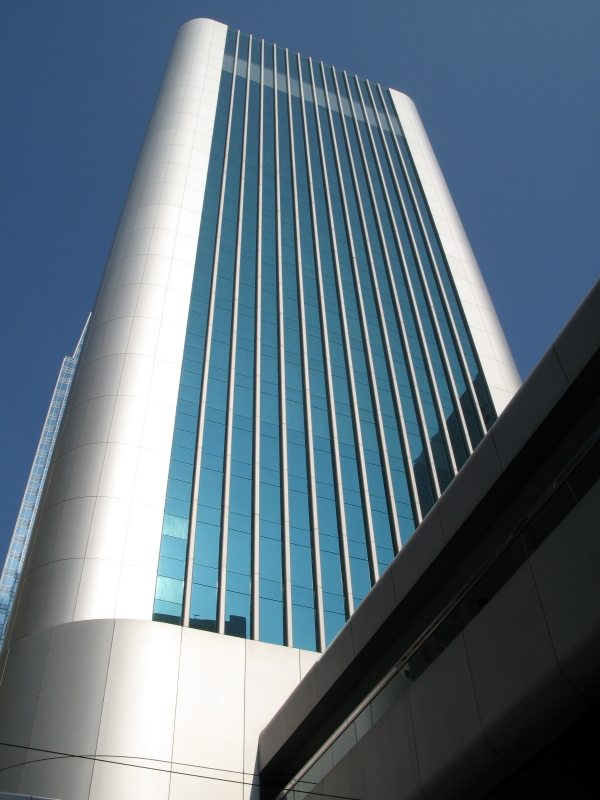
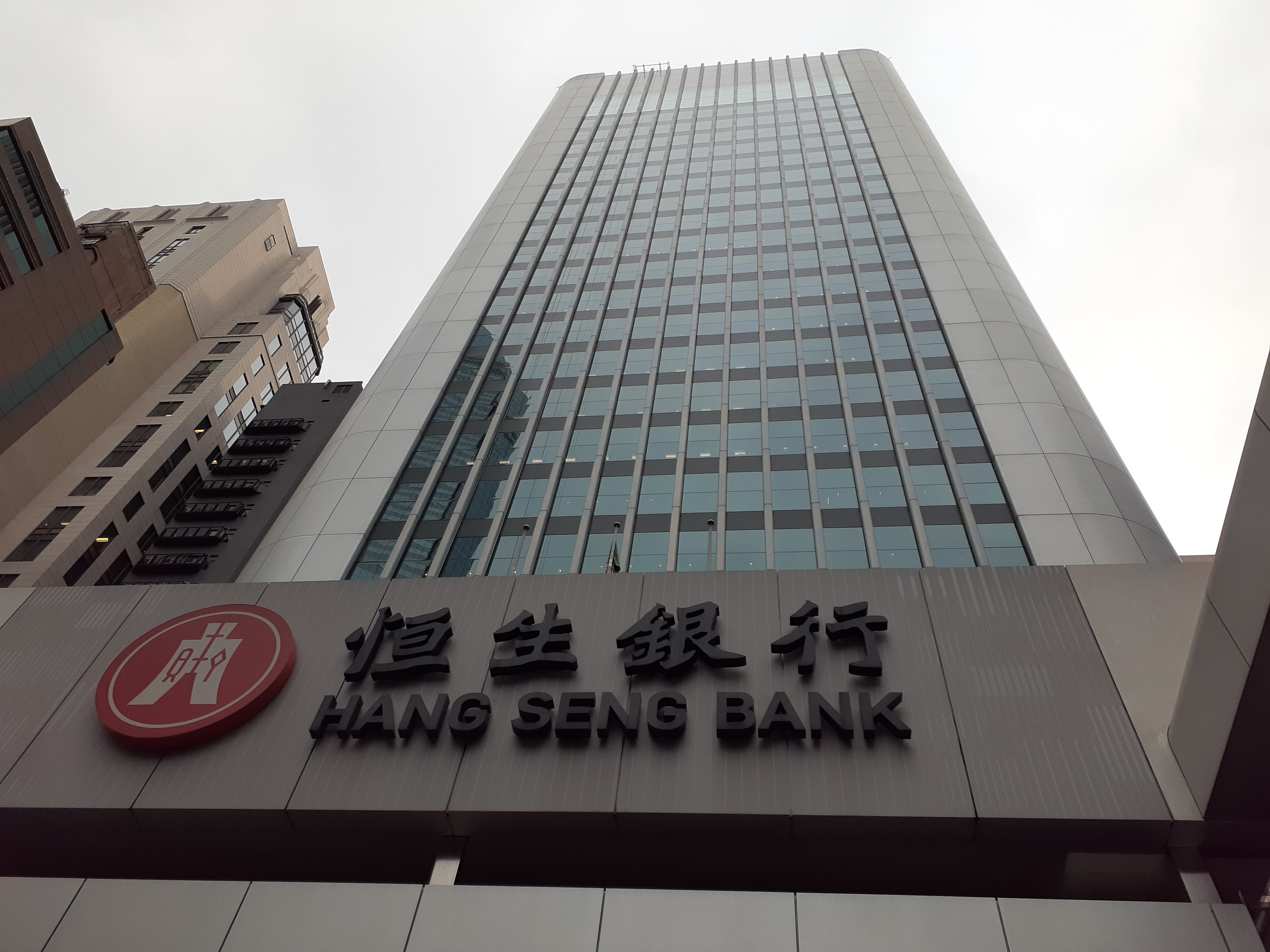
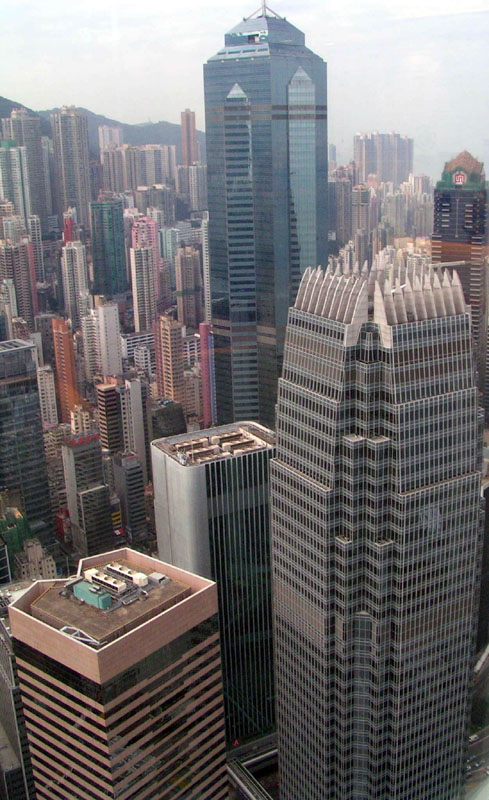
Le bâtiment « noyé » au milieu de gratte-ciel plus grands.
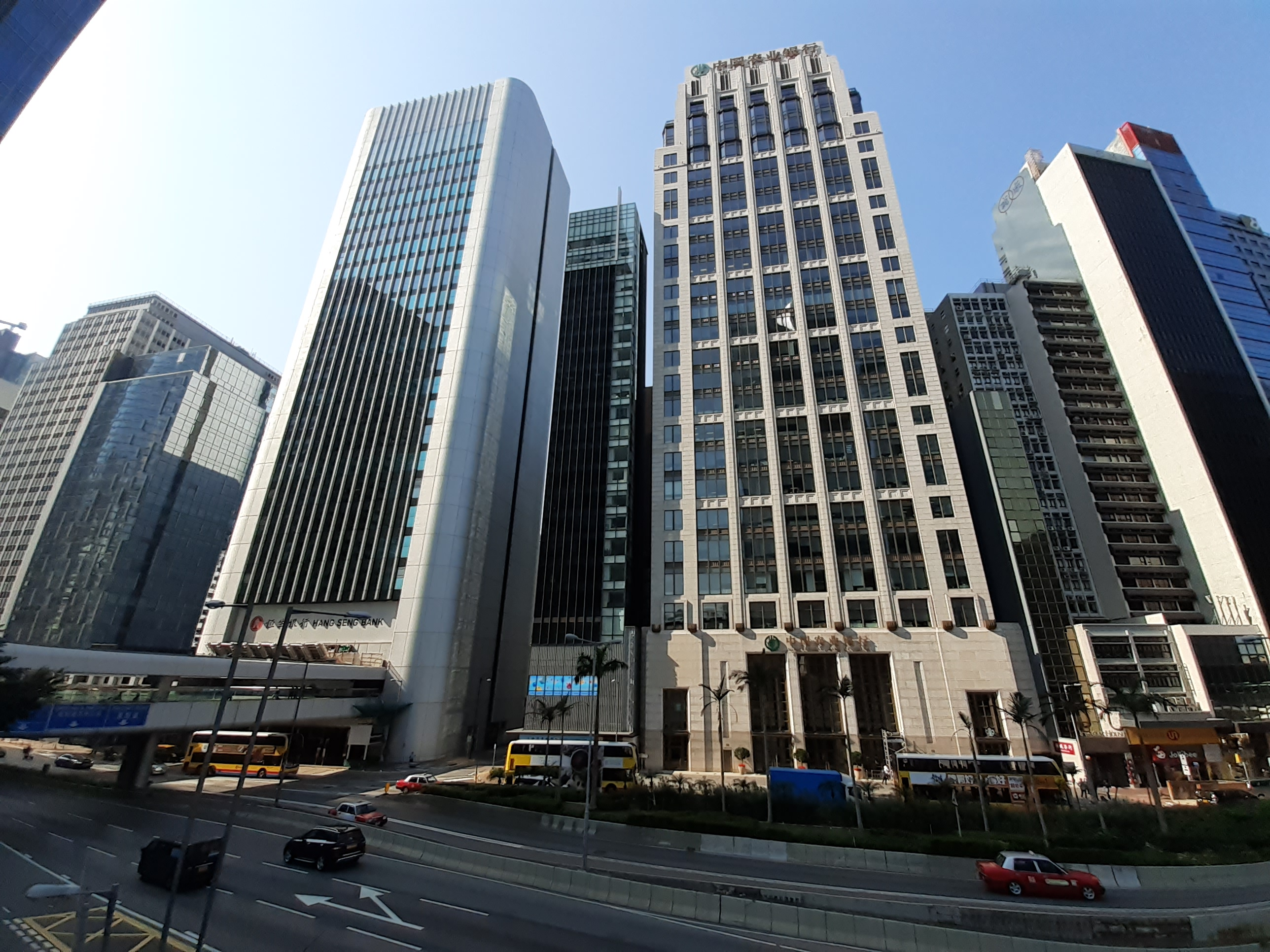
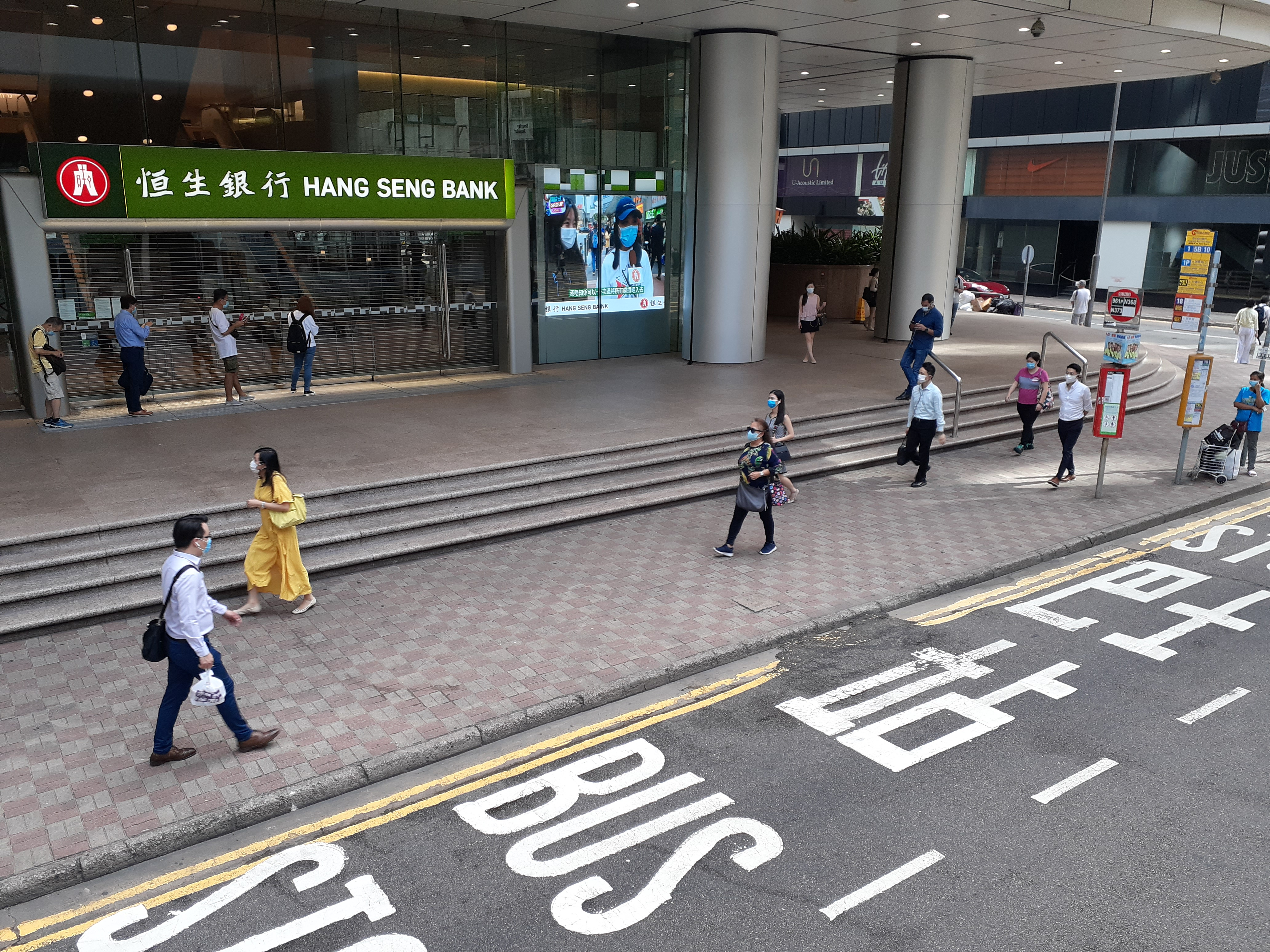
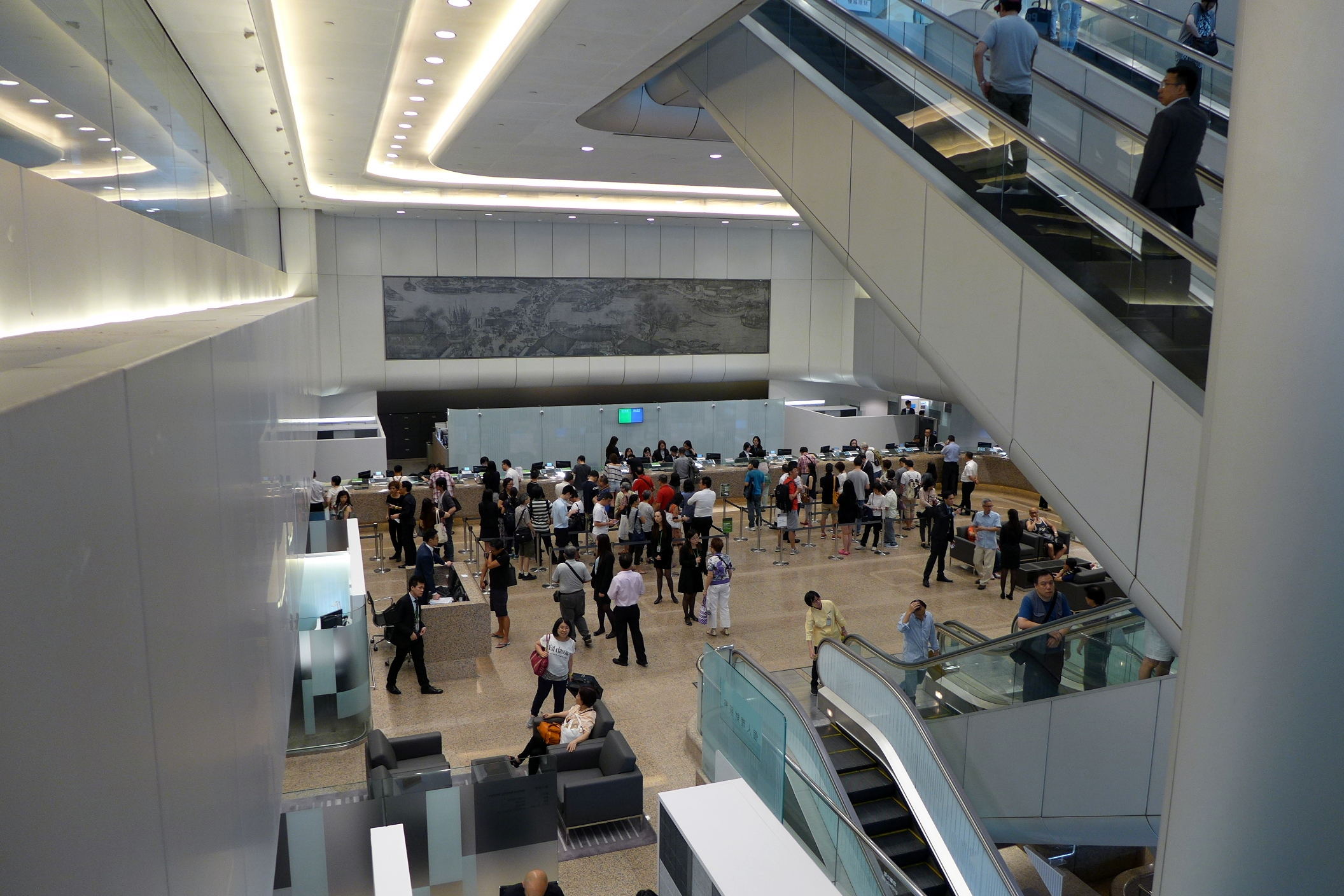